# Heart to Heart (álbum)
Heart to Heart es el cuarto álbum de estudio del saxofonista estadounidense David Sanborn. Fue publicado en mayo de 1978 a través de Warner Bros. Records.

## Recepción de la crítica
Scott Yanow, escribiendo para AllMusic, le otorgó una calificación de 4 estrellas sobre 5 y comentó: “Este es un lanzamiento típico de Sanborn con muchos ritmos bailables y el enfoque en su [saxofón] alto apasionado”.

## Lista de canciones
| Lado uno |                                   |                                         |          |  |
| N.º      | Título                            | Música                                  | Duración |  |
| 1.       | «Solo»                            | David Spinozza, Joey Levine, Tony Jaffe | 3:24     |  |
| 2.       | «Short Visit»                     | John Simon                              | 7:49     |  |
| 3.       | «Theme from “Love Is Not Enough”» | Coleridge-Taylor Perkinson              | 6:55     |  |

| Lado dos |                     |               |          |  |
| N.º      | Título              | Música        | Duración |  |
| 1.       | «Lotus Blossom»     | Don Grolnick  | 6:24     |  |
| 2.       | «Heba»              | David Sanborn | 4:33     |  |
| 3.       | «Sunrise Gospel»    | Herb Bushler  | 6:31     |  |
| 4.       | «Anywhere I Wander» | Frank Loesser | 4:13     |  |

## Créditos y personal
Créditos adaptados desde las notas de álbum.
Músicos
- David Sanborn – saxofón alto
- David Spinozza – guitarra acústica (1, 4), guitarra eléctrica (3, 5–7)
- Herb Bushler – guitarra bajo (todas menos 5)
- Steve Gadd – batería
- Hugh McCracken – guitarra eléctrica (1, 3, 4, 6, 7), slide (5)
- Don Grolnick – piano (1, 2, 4)
- Mike Mainieri – vibráfono (1, 4)
- Pete Levin – clavinet, sintetizador, corno francés (2)
- John Clark – corno francés (2)
- Hiram Bullock – guitarra (2)
- Warren Smith – percusión (2), pandereta (6)
- Arthur Blythe – saxofón alto y soprano (2)
- George Adams – saxofón tenor, flauta (2)
- Tom Malone – trombón (2)
- Jon Faddis, Lew Soloff – trompeta (2)
- Howard Johnson – tuba (2)
- Richard Tee – piano eléctrico (3), piano (5–7), órgano (5, 6)
- Anthony Jackson – guitarra bajo (5)

Personal técnico
- John Simon – productor
- Theresa del Pozzo – productora ejecutiva
- Richard Alderson – ingeniero de audio (1, 4–6)
- Tony May – ingeniero de audio (2, 3, 7)
- George Marino – masterización
- Camila Smith – fotografía
- Bob Heimall – diseño de portada